# Jeff Wadlow
Jeffrey Clark "Jeff" Wadlow, född 2 mars 1976 i Arlington i Virginia, är en amerikansk manusförfattare, producent och regissör. Han är mest känd för att skriva och regissera långfilmer som Truth or Dare, Kick-Ass 2 och Fantasy Island. Han har också varit nominerad till att vinna en DGA Award, vilket inträffade under år 2022.
Jeff Wadlows mor var en kvinna vid namn Emily Couric (1947–2001), som fram till sin död arbetade som en demokratisk delstatssenator för Virginia. Han är därefter systerson till journalisten Katie Couric, som nästan är tio år yngre än den avlidna modern.

## Filmografi (i urval)

### Långfilmer
| 2005 | Cry Wolf                                  | Ja  | Ja  | Nej      |  |
| 2007 | Prey                                      | Nej | Ja  | Nej      |  |
| 2008 | Never Back Down                           | Ja  | Nej | Nej      |  |
| 2013 | Kick-Ass 2                                | Ja  | Ja  | Nej      |  |
| 2014 | Non-Stop                                  | Nej | Nej | Exekutiv |  |
| 2016 | True Memoirs of an International Assassin | Ja  | Ja  | Nej      |  |
| 2018 | Truth or Dare                             | Ja  | Ja  | Exekutiv |  |
| 2020 | Fantasy Island                            | Ja  | Ja  | Ja       |  |
| 2020 | Bloodshot                                 | Nej | Ja  | Nej      |  |
| 2022 | The Curse of Bridge Hollow                | Ja  | Nej | Exekutiv |  |
| 2024 | Imaginary                                 | Ja  | Ja  | Ja       |  |

### TV-serier
| 2013 | Bates Motel                                       | Nej | Ja  | Ja  | Konsultproducent, 6 avsnitt Manusförfattare, avsnitten "Ocean View" och "What's Wrong with Norman" |
| 2015 | Agent X                                           | Ja  | Nej | Nej | Avsnittet "Long Walk Home"                                                                         |
| 2017 | The Strain                                        | Nej | Ja  | Ja  | 10 avsnitt Manusförfattare, avsnittet "Belly of the Beast"                                         |
| 2019 | Ryan Hansen Solves Crimes on Television           | Ja  | Nej | Ja  | 8 avsnitt                                                                                          |
| 2021 | Are You Afraid of the Dark?: Curse of the Shadows | Ja  | Nej | Ja  | 4 avsnitt                                                                                          |